# Gynaephila melanomma
Gynaephila melanomma là một loài bướm đêm trong họ Noctuidae.